# 피에스타 (아이즈원의 노래)
피에스타(스페인어: FIESTA)는 아이즈원의 댄스 팝 장르의 곡으로, "BLOOM*IZ"의 타이틀 곡이다. 2020년 2월 17일 다른 수록곡들과 함께 공개되었다. 피에스타는 스페인어로 '축제'의 의미를 뜻하는 단어이다.

## 공연활동
'피에스타'의 방송 무대 공연은 Mnet의 《엠카운트다운》, KBS 《뮤직뱅크》, MBC 《쇼! 음악중심》 등에서 약 14차례 정도 펼쳐졌다. 그 중, SBS MTV 등에서 방영하는 《더 쇼》와 MBC M 《쇼 챔피언》 등에서 그 주의 1위 곡을 수상하기도 했다.

## 평가
| 전문가 평가 | 전문가 평가 |
| 평가 점수   | 평가 점수   |
| 출처        | 점수        |
| ----------- | ----------- |
| 이즘        | [ 2 ]       |

《이즘》의 정연경은 '피에스타'에 대하여, "'비올레타'와의 차이가 없는 자가복제적인 성격의 곡"이라고 평했다. "세련된 일렉트로닉 팝"이라고 평하면서도, 전작과의 차이를 찾아보기 힘들다며, 개성이 부족하다고 평가하며, 전반적으로 혹평했다.

## 차트
| 차트 (2020)                   | 최고 순위 |
| ----------------------------- | --------- |
| 대한민국 (가온 디지털 차트)   | 3         |
| 대한민국 (가온 다운로드 차트) | 1         |
| 대한민국 (가온 스트리밍 차트) | 5         |
| 대한민국 (가온 BGM 차트)      | 44        |

| 차트 (2020)                   | 최고 순위 |
| ----------------------------- | --------- |
| 대한민국 (가온 디지털 차트)   | 24        |
| 대한민국 (가온 다운로드 차트) | 5         |
| 대한민국 (가온 스트리밍 차트) | 39        |